# Передчасна еякуляція
Передчасна еякуляція — сексуальний розлад у чоловіків: швидке або раннє настання еякуляції та оргазму.

## Епідеміологія
Передчасне сім'явипорскування — це одна з найпоширеніших форм сексуальної дисфункції, що, ймовірно, траплялася у кожного чоловіка в якийсь момент життя. В США від неї потерпає 25 % — 40 % чоловіків. В 1950 році американський біолог Альфред Кінсі показав, що більшість чоловіків мали передчасну еякуляцію, принаймні, один раз в їхньому житті.

## Визначення
Мастерс та Джонсон вважали, що чоловік має передчасну еякуляцію, якщо у нього у понад 50 % статевих актів сім'явиверження наступає раніше за оргазм партнерки.
Інші дослідники з сексології визначили передчасну еякуляцію як стан, коли сім'явиверження настає впродовж 2 хвилин після проникнення. 1950 року Альфред Кінсі показав, що три чверті всіх охоплених чоловіків у понад половині їх статевих актів вивергали сперму впродовж 2 хвилин після проникнення. В іншому дослідженні Кінсі повідомив, що для досягнення сім'явипорскування після введення пеніса у вагіну трохи менше, ніж половині чоловіків потрібно 5 або менше хвилин. Приблизно п'ята частина обстежених чоловіків заявила, що їх статеві акти тривають 10 хвилин або довше. Інші чоловіки потребували понад 1 годину для досягнення сім'явипорскування.
Обстеження канадських та американських лікарів-сексологів показало, що середній час знаходження ерегованого пеніса у вагіні становив 7 хвилин, що 1-2 хвилини для цього були надто короткими, що середній час від 3 до 7 хвилин був адекватним, а період від 7 до 13 хвилин був бажаним, тоді як 10—30 хвилин були задовгими. Обстеження на основі звітів чоловіків виявили, що до 75 % чоловіків еякулюють впродовж 10 хвилин після проникнення.
Більшість сучасних лікарів розуміють під передчасною еякуляцією стан, при якому відсутність управління сім'явипорскуванням впливає на сексуальне або емоційне благополуччя одного або обох партнерів.

### Внутрішньо-вагінальний латентний час еякуляції
У зв'язку з існуванням великої варіабельності в тому, як швидко настає сім'явипорскування та як довго пари хочуть продовження сексу, вчені визначають поняття передчасної еякуляції кількісно. Сучасні дані свідчать про те, що у віці 18-30 років середній внутрішньо-вагінальний латентний час еякуляції (ВЛЧЕ) дорівнює 6,5 хвилинам.Якщо при розладі визначають перцентиль ВЛЧЕ величиною нижче 2,5, то говорять про передчасну еякуляцію при ВЛЧЕ менш 1,5 хвилини. Утім, широко визнано, що чоловіки з ВЛЧЕ менше 1,5 хвилини могли б бути «щасливі» своїми показниками, не говорити про відсутність у них управління сім'явипорскуванням і, отже, не мати ПЕ. З іншого боку, чоловік при ВЛЧЕ тривалістю 2 хвилини, може сприймати управління своїм сім'явипорскуванням як погане, бути засмученим від свого стану, мати міжособистісні труднощі та, відповідно, діагностуватися як ПЕ[джерело?].

## Типи та клінічний прояв
Передчасна еякуляція, за Міжнародною класифікацією хвороб — 10 має код F52.4. Поряд з нею, відзначають й інші розлади еякуляції: затримку еякуляції, коли вона настає через довгий час, ретроградну еякуляцію, коли сперма випорскується з передміхурової залози в сечовий міхур, а не з пеніса, пригнічений оргазм у чоловіків (оргазмічну дисфункцію). Головна ознака передчасного сім'явипорскування полягає у фактично некерованій еякуляції перед проникненням або невдовзі після його початку, сім'явиверження настає раніше від бажаного, при найменшій сексуальній стимуляції. Це може призводити до незадоволеності обох партнерів та здатне збільшити побоювання, які ще більше посилять проблему.

## Патологічна фізіологія

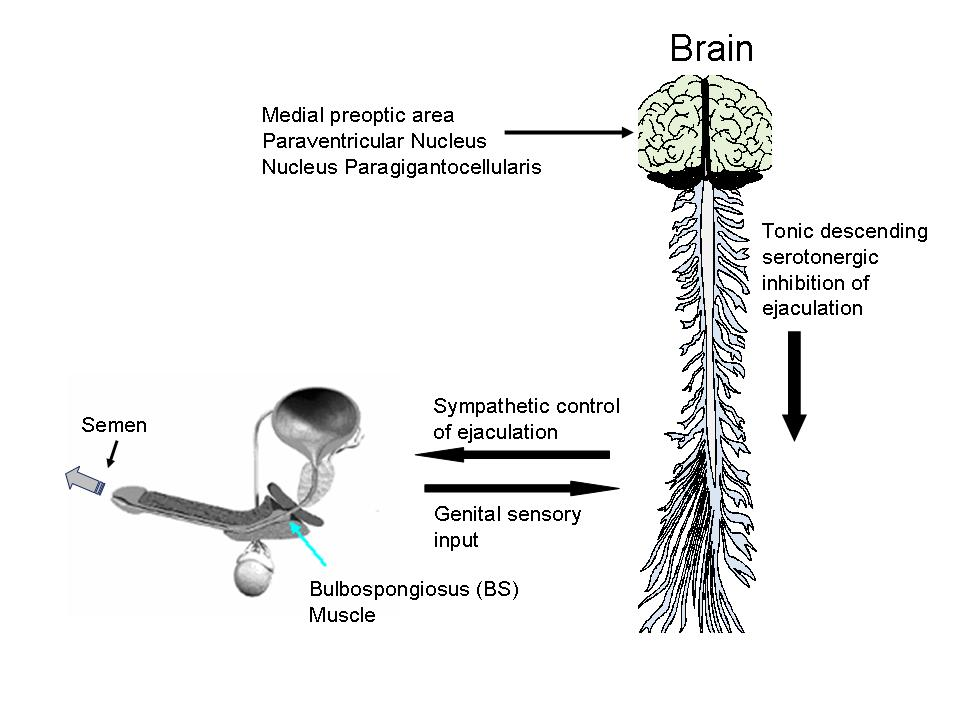
Механізм еякуляції

Фізіологічний процес сім'явипорскування вимагає дві послідовні дії: емісію та викид сперми. В емісійній фазі відбувається накопичення насінної рідини з ампуллярної сім'явивідної протоки, сім'яних пухирців та передміхурової залози в задньому відділі сечівника. У другій фазі викиду сперми відзначається закриття шийки сечового міхура, за чим ідуть ритмічні стискання сечовипускального каналу проміжнісним та цибулинно-губчастим м'язами тазу. Симпатичні моторні нейрони керують емісійною фазою рефлексу сім'явипорскування, соматичні та автономні моторні нейрони виконують фази викиду сперми. Ці моторні нейрони розташовані в тораколюмбальній та люмбосакральній частинах спинного мозку, вони активуються координованим способом, коли сигнал, який досяг порогу сім'явипорскування, вступив в центральну нервову систему. Ідентифіковано декілька областей мозку, особливо парагігантоцеллюлярне ядро, які залучені в управління сім'явипорскуванням.
Вважають, що нейромедіатор серотонін грає центральну роль в регуляції сім'явипорскування. У кількох дослідженнях на тваринах показано його інгібуючий ефект на еякуляцію. Отже, це розуміють як те, що низький рівень серотоніну в синаптичному просторі в цих специфічних областях мозку міг би викликати передчасну еякуляцію. Ця гіпотеза підтверджується доведеною результативністю селективних інгібіторів зворотного захоплення серотоніну (СІЗЗС), які підвищують рівень серотоніну при лікуванні передчасної еякуляції.

## Причини
- У більшості випадків передчасне сім'явипорскування не має явної причини. З набуттям сексуального досвіду та дорослішанням чоловіки набувають здатність затримувати настання оргазму.[3]
- Можлива передчасна еякуляція з новим(-ою) партнером(-кою) тільки в певних сексуальних ситуаціях або після тривалого часу після попереднього сім'явипорскування.[3]
- Передчасну еякуляцію здатні викликати такі психологічні чинники, як неспокій, почуття провини або депресія. В деяких випадках можливе віднесення передчасної еякуляції до основної медичної причини, типу гормональної проблеми, травми або побічного ефекту певних медикаментів.[3]
- Звичайне явище, коли психологічні фактори та фактори навколишнього середовища впливають на виникнення передчасної еякуляції. Хоча іноді чоловіки недооцінюють взаємостосунок між показниками їх сексуальної активності та емоційним благополуччям, передчасне сім'явипорскування може бути викликано тимчасовою депресією, стресом з приводу фінансових питань, нереальними очікуваннями своєї сексуальної активності, історією сексуального придушення в дитинстві та загальною нестачею впевненості.[3]

Міжособистісна динаміка робить значний внесок у сексуальну функцію, тому передчасне сім'явипорскування може бути викликано нестачею спілкування в парі, порушеними почуттями або невирішеними конфліктами, які впливають на здатність досягти емоційної близькості.  
Неврологічно обумовлене передчасне сім'явипорскування здатне привести до інших форм статевої дисфункції або посилити існуючу проблему шляхом створення занепокоєння щодо показників своєї сексуальної активності. У менш патологічному контексті передчасне сім'явипорскування може виникнути також від крайнього збудження. Відповідно до теорії, розробленої Вільгельмом Райхом, передчасне сім'явипорскування — це наслідок застою статевої енергії в тазовій мускулатурі, яка запобігає її поширенню до інших частин тіла. Одне дослідження молодих подружніх пар (Tullberg, 1999) повідомило про те, що ВЛЧЕ чоловіка, ймовірно, відповідало фазам менструального циклу дружини, його ВЛЧЕ зменшувалось під час овуляторної фази. Інші дослідження дозволили припустити, що молоді чоловіки з більш старшими партнерками досягали порога сім'явипорскування в середньому раніше, ніж чоловіки з партнерками свого віку або молодшими. 
- Вчені давно підозрювали генетичний зв'язок щодо певних форм передчасної еякуляції. В одному дослідженні 91 % чоловіків, що мали довічну передчасну еякуляцію, мали родичів першої лінії з довічною передчасною еякуляцією. Інші дослідники відзначили, що чоловіки, які мали передчасної еякуляцію, демонстрували більш швидку неврологічну відповідь в м'язах тазу.[15].
- Нестача магнію в їжі, дуже поширена в країнах Заходу, особливо в США, також пов'язана з передчасним сім'явипорскуванням.[16]

## Діагностика
Лікар обговорює медичну та сексуальну історію та проводить ретельне фізикальне обстеження. Ймовірно, лікар також захоче переговорити з сексуальною(-м) партнеркою(-м) пацієнта. У зв'язку з тим, що передчасне сім'явипорскування може мати багато причин, можуть призначатись лабораторні дослідження для виключення інших медичних проблем. Критерії діагностики для передчасної еякуляції згідно з Довідником з діагностики та статистиці психічних розладів IV (Американська психіатрична асоціація): 
- A. Постійне або повторне передчасне сім'явипорскування за найменшої сексуальної стимуляції перед сексуальним проникненням, під час нього або невдовзі після нього, і раніше того, як чоловік хоче цього. До уваги беруться фактори, які впливають на тривалість фази порушення, такі як вік, новизна сексуального партнера(-ки) або ситуації, частоту недавньої сексуальної активності.
- B. Цей розлад викликає виражене страждання або міжособистісне ускладнення.
- C. Передчасне сім'явипорскування не обумовлене виключно прямими ефектами деякої речовини (наприклад, при синдромі відміни опіоїдів).

Компанія Pfizer Інк. разом з провідними фахівцями розробила тест для діагностики передчасної еякуляції. Методологію та результати кілька разів публікували на медичних конгресах та в рецензованих медичних журналах. Виділили три різні категорії хворих: без передчасної еякуляції, з вірогідною хворобою та її наявністю.

### Диференціальна діагностика
Передчасну еякуляцію відрізняють від еректильної дисфункції, пов'язаної з розвитком загальнішого медичного стану. Можливо, що деякі чоловіки, які мають еректильну дисфункцію, відміняють свої звичайні стратегії для затримки оргазму. Інші потребують тривалої стимуляції поза статевими актами, щоб досягти ступеня ерекції, достатнього для введення пеніса. У таких чоловіків можливе таке високе статеве збудження, що сім'явипорскування відбувається негайно. Спорадична проблема у вигляді передчасного сім'явипорскування, яке не є регулярною або не супроводжується вираженим стражданням або міжособистісними ускладненнями, не підпадає під критерії діагнозу передчасної еякуляції. Клініцист враховує вік чоловіка, загальний сексуальний досвід, недавню сексуальну активність та новизну партнера(-ки). Коли проблеми з передчасною еякуляцією обумовлені виключно застосування хімічної речовини (наприклад, синдром позбавлення опіоїду), тоді діагностують сексуальну дисфункцію, індуковану цією речовиною.

## Терапія

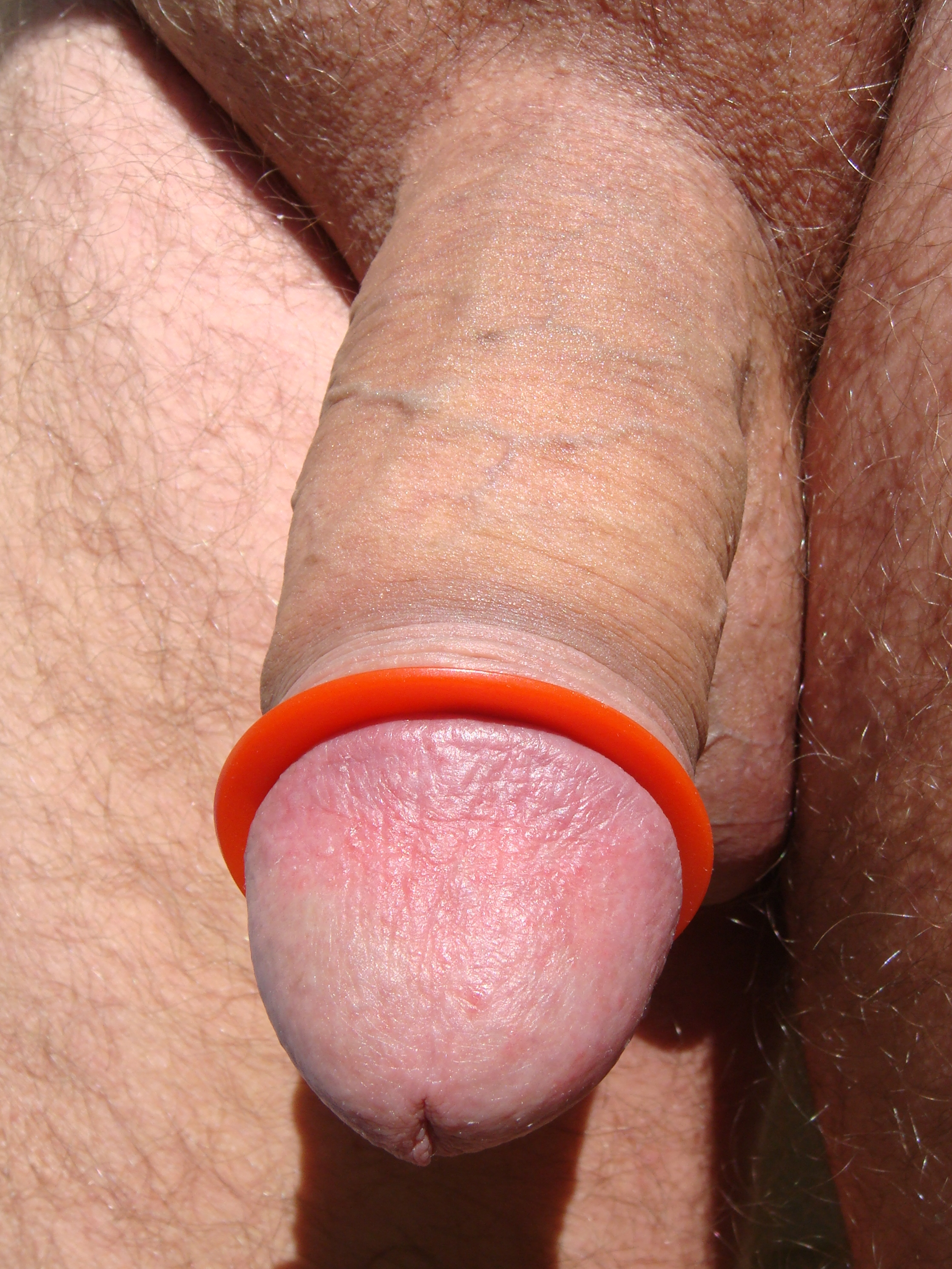
Носіння відкритої голівки пеніса за допомогою силіконового кільця ретрактора сприяє зменшенню її чутливості і як результат покращує управління еякуляцією

У багатьох випадках передчасне сім'явипорскування протягом деякого часу зникає саме по собі та не вимагає медичного лікування. Для деяких чоловіків припинення або обмеження застосування алкоголю, тютюну, заборонених препаратів може поліпшити їхню здатність керувати сім'явипорскуванням. До числа інших варіантів відносять застосування презерватива з метою зменшення відчуттів пеніса або використання іншого положення (наприклад, лежачи на спині) під час статевих актів.

### Психотерапія
Психотерапія та медична порада можуть допомогти у справі зменшення занепокоєння щодо передчасного сім'явипорскування. У звичайних випадках терапія фокусується на поступовому тренуванні, поліпшення психологічного ставлення до статевих актів та до фізичного розвитку управління стимуляцією.

### Тренування, вправи Кегеля
Можливо, лікар дасть рекомендацію чоловікові та його партнерці практикувати конкретні методики в допомогу затримці сім'явипорскування. Ці методики можуть включати уловлювання відчуттів, які ведуть до сім'явипорскування, та управління ними з тим розрахунком, щоб дати знак про уповільнення або припинення стимуляції.
Практика методики розслаблення та застосування методу відволікання здатні допомогти чоловікові у затриманні еякуляції. Для збільшення часу до настання еякуляції Мастерс та Джонсон рекомендували методику «припинити-та-продовжувати». Це вимагає значної співдії партнерів, спілкування між ними і, можливо, буде для деяких пар важким. Інший метод полягає в керуванні часом настання сім'явипорскування замість його попередження. До виконуваних вправ відносять, наприклад, вправи Кегеля, які стосуються досягнення довільного управління куприково-лобкового м'язом, тим самим даючи більше керування сім'явипорскуванням. Якщо у чоловіка відбувається передчасне випорскування, то кажуть, що управління цим м'язом втрачене, отже, навчання підтримці управління ним, декому може допомогти.
Зазвичай призначаються прості вправи, які здатні значно покращити управління еякуляцією у чоловіків, у яких передчасне сім'явипорскування викликане неврологічними факторами.

### Медикаментозна терапія
У випадках, що вимагають лікування, випробувані різні препарати в допомогу уповільнення швидкості настання статевого збудження. Деякі чоловіки надають перевагу анестезуючим кремам, проте, подібні креми іноді можуть придушити відчуття і у партнерки, і як правило, не рекомендуються лікарями. Іноді для лікування передчасної еякуляції застосовують препарати-антидепресанти, медикаменти проти тривожного стану, відомі як селективні інгібітори зворотного захоплення серотоніну (СІЗЗС). Серед них флуоксетин (прозак), пароксетин (паксил) та сертралін (золофт). Ці препарати застосовують у зв'язку з тим, що їх побічна дія полягає в пригніченні оргазму, що сприяє затримці еякуляції, подовженню часу настання сім'явипорскування. Застосування СІЗЗС для лікування передчасного сім'явипорскування не має нічого спільного з лікуванням депресії. Клінічні випробування показали, що пароксетин давав найбільше збільшення у вагінальному латентному часі еякуляції. Часто кломіпрамін допомагає у важких випадках, пов'язаних з центральною нервовою системою, на противагу психологічним факторам. Додатковою перевагою цього препарату є поліпшення якості ерекції у деяких хворих. Вільям Франсіс Генонг як альтернативне джерело підвищення рівнів серотоніну згадав харчову добавку 5-гідрокситриптофан. Також відомий препарат дапоксетин (Dapoxetine, або бренд Priligy), розроблений компанією Johnson & Johnson.